# 支巴洛河
支巴洛河，也作珠巴洛河、珠巴龙河，位于中华人民共和国云南省德钦县南部，是长江上游金沙江右岸支流，发源于德钦县中部白马雪山国家级自然保护区，向东南流，经霞若乡，于拖顶乡汇入金沙江。河长104.7千米，落差3127米，流域面积1880平方千米。年均径流量9.53亿立方米。支巴洛河地处横断山北段，河流深切，河床狭窄，沿河多有巨大的石砾堆积。流域内是滇金丝猴的原始栖息地。